# Endo-alfa-sialidasi
La endo-alfa-sialidasi, più comunemente  conosciuta come neuraminidasi è un enzima appartenente alla classe delle idrolasi, che catalizza la endoidrolisi dei (2→8)-α-sialosilici in acidi oligo- o polisialici. Sebbene per individuare questo enzima sia stato ampiamente usato il nome endo-N-acetilneuraminidasi, esso è fonte di ambiguità, perché l'attività dell'enzima non è ristretta ai substrati acetilati. Attività eso-α-sialidasica è stata identificata anche nella eso-alfa-sialidasi numero EC 3.2.1.18 e nella anidrosialidasi numero EC 4.2.2.15.

## Attività nei virus influenzali
L'enzima è una glicoproteina espressa tipicamente sulla superficie dei virus influenzali e necessaria per la penetrazione del patogeno nelle vie respiratorie. Esso infatti favorisce la diffusione del virus dopo la replicazione evitando l'autoaggregazione delle particelle (tagliando e rimuovendo i radicali sialici) e impedendo il loro sequestro nel muco (inibitori non specifici) o sulla superficie di cellule inappropriate (comprese quelle in cui il virus si è replicato).
La proteina è formata da un sito attivo costituito da una sequenza di 11 residui aminoacidici ben conservati e più epitopi antigenicamente variabili, perché soggetti a cambiamenti dovuti alle mutazioni dell'RNA virale (principalmente drift o shift), responsabili della variabilità antigenica del virus influenzale. Il sito attivo della neuraminidasi è il bersaglio di farmaci antivirali quali Tamiflu (Oseltamivir) e Relenza (Zanamivir).

## Esempio funzionale
Per molti virus è di fondamentale importanza l'adesione alle cellule, al fine di potervi penetrare e svolgere all'interno dell'ospite il loro ciclo replicativo; prendiamo ad esempio il virus dell'influenza.
Nell'envelope del virus influenzale sono contenuti gli enzimi emoagglutinina e neuraminidasi. Il primo enzima, di forma bastoncellare si lega alle proteine e ai lipidi superficiali della cellula ospite contenenti acido sialico e media l'ingresso della particella virale prima nell'endosoma e poi, per modificazioni pH dipendenti dell'emoagglutinina, nel citosol. La neuraminidasi compie il lavoro contrario, ovvero, a replicazione virale avvenuta, forma sulla superficie virale una proiezione fungiforme e rimuove i residui sialici sulla cellula ospite permettendo al virus di uscire dalla cellula.
Gli anticorpi contro emoagglutinina e neuraminidasi sono il principale meccanismo di controllo di successive interazioni dell'organismo con questo virus.